# Исмаилов, Алияр Ферзулахович
Алия́р Ферзула́хович Исмаи́лов (лезг. Исмаилрин Алияр Ферзулахан хва; 11 апреля 1976, Каспийск, Дагестанская АССР, РСФСР, СССР) — российский футболист и тренер, играл на позиции полузащитника.

## Карьера
По национальности лезгин. Воспитанник дагестанского футбола. Играл за профессиональные махачкалинские клубы «Анжи» и «Динамо», а также азербайджанские: «Туран», «Карабах» из Агдама и бакинский «Интер». Вошёл в историю как футболист, забивший первый гол махачкалинского «Динамо» в Первом дивизионе. Это случилось 28 марта 2004 года в Саранске, в матче 1-го тура с местной командой «Лисма‑Мордовия», который завершился победой «Динамо» со счётом 2:0 (он забил на 31-й минуте).

## Общественная деятельность
7 сентября 2018 года стал учредителем некоммерческой организации «Анжи Живи».